# Grob G 115
Le Grob G 115 est un avion biplace d'école et de perfectionnement au pilotage construit en Allemagne par Grob Aircraft. La version G 115E se distingue par l'utilisation d'une hélice tripale à pas variable et a été retenue par la Royal Air Force sous la dénomination Grob Tutor T1 pour les missions d'entraînement élémentaire.